# Tymovirales
Tymovirales è un ordine di virus proposto nel 2007 e ufficialmente approvato dall'International Committee on Taxonomy of Viruses nel 2009. Possiedono un genoma ad RNA a singolo filamento a senso positivo, di conseguenza fanno parte del gruppo IV secondo la classificazione di Baltimore.
I virus appartenenti a quest'ordine hanno come ospite le piante.
I Tymovirales hanno capside non rivestito filamentoso e flessibile con lunghezza tra i 400 e i 1000 nm  e diametro di 12-13 nm (flexiviridae) o isometrico a simmetria icosaedrica con diametro intorno ai 30 nm (tymoviridae), e possiedono tutti una poliproteina di replicazione alpha-like.

## Classificazione
L'ordine Tymovirales è diviso in cinque famiglie.
- Alphaflexiviridae
- Betaflexiviridae
- Gammaflexiviridae
- Deltaflexiviridae
- Tymoviridae